# Milaimys Marín
Pour les articles homonymes, voir Marín.
Milaimys de la Caridad Marín Potrille, née le 16 mars 2001, est une lutteuse libre cubaine. Elle remporte l'une des médailles de bronze en -76 kg aux Jeux olympiques d'été de 2024 à Paris, en France ainsi que la médaille d'or en -76 kg aux Jeux panaméricains de 2023. Elle remporte la médaille d'or en -73 kg aux Jeux olympiques de la jeunesse d'été de 2018.
Marín remporte également la médaille d'or en -76 kg aux Jeux panaméricains juniors de 2021.

## Carrière
En 2018, elle remporte le match pour la médaille d'or en -79 kg contre l'Argentine Linda Marilina Machuca aux Jeux olympiques de la jeunesse de 2018.
En 2019, Marín est éliminée lors de son premier match en -76 kg aux Championnats du monde qui se sont tenus à Astana, au Kazakhstan. Lors du Championnat du monde des moins de 23 ans 2019 à Budapest, en Hongrie, elle remporte la médaille d'or en -72 kg, en battant la Chinoise Wang Xiaoqian (en) lors du match pour la médaille d'or. Elle devient la première athlète cubaine a remporter le titre chez les juniors.
En 2020, Marín participe au tournoi de qualification olympique panaméricain sans réussir à se qualifier pour les Jeux olympiques d'été de 2020. Elle ne réussit pas non plus à se qualifier pour les Jeux lors du tournoi mondial de qualification olympique de 2021 organisé à Sofia, en Bulgarie.
Elle remporte la médaille d'or en -76 kg aux Jeux panaméricains juniors de 2021 à Cali, en Colombie. En conséquence, elle se qualifie directement pour les Jeux panaméricains de 2023.
Elle concoure dans l'épreuve des -76 kg aux Championnats du monde 2022 à Belgrade, en Serbie. Elle gagne son premier match et avant d'être éliminée par l'Ukrainienne Anastasiia Shustova.
Marín gagne l'une des médailles de bronze en -76 kg Jeux d'Amérique centrale et des Caraïbes de 2023 à San Salvador, au Salvador. En septembre 2023, elle perd son match pour la médaille de bronze en -76 kg aux Championnats du monde 2023. Milaimys Marín gagne un match contre la Roumaine Cătălina Axente (en) et obtient une place de quota pour Cuba pour les Jeux olympiques d'été de 2024,.
En novembre 2023, elle remporte la médaille d'or en -76 kg aux Jeux panaméricains. Elle bat la Colombienne Tatiana Rentería lors du match pour la médaille d'or.
Elle gagne l'une des médailles de bronze en -76 kg aux Jeux olympiques d'été de 2024,, battant la Kazakhe Aiperi Medet Kyzy dans son match pour la médaille de bronze.

## Palmarès
| Année | Tournoi                                  | Emplacement  | Résultat | Événement |
| ----- | ---------------------------------------- | ------------ | -------- | --------- |
| 2023  | Championnats panaméricains               | Buenos Aires | 1re      | -76 kg    |
| 2023  | Jeux d'Amérique centrale et des Caraïbes | San Salvador | 3e       | -76 kg    |
| 2023  | Jeux panaméricains                       | Santiago     | 1re      | -76 kg    |
| 2024  | Jeux olympiques                          | Paris        | 3e       | -76 kg    |